# Bath (Virginia Occidentale)
Bath (o Berkeley Springs) è un comune degli Stati Uniti d'America, situato nello Stato della Virginia Occidentale, nella contea di Morgan, della quale è il capoluogo.